# The Treble Spankers
The Treble Spankers was een Amsterdamse 4-koppige gitaarband die actief was van 1993 tot en met 1998.
Hun eerste album met de titel 'Araban' kwam uit in 1994.
Naast het duidelijk aanwezige surfgeluid zijn in het album ook muzikale invloeden van Ennio Morricone en Kraftwerk te herkennen.
In 1995 tekenden de Treble Spankers een contract met platenmaatschappij Polydor.
Het tweede album 'Hasheeda' kwam uit in 1996 en leverde het nummer 'Red Hot Navigator' op. Dit nummer is bekend als de begintune van het televisieprogramma Gevaar op de weg. Hasheeda bevat veel invloeden van de wereldmuziek.
De groep had optredens op Lowlands, Crossing Border, Pinkpop en de Lokerse Feesten. Toen bij gitarist Gerritsen RSI werd geconstateerd werd er een rustpauze ingelast. Tijdens deze periode viel de groep uit elkaar. De bandleden duiken sindsdien op in andere projecten, zoals Jacaranda, Big Paulus, Parlandos, Ron & The Splinters, Spy-Fi, The Phantom Four en The Herb Spectacles.